# Martin Schmeißer
Martin Schmeißer (* 28. November 1912 in Gotha; † 6. Februar 1981 in Bad Neuenahr) war ein deutscher Chemiker, Rektor der RWTH Aachen und von 1968 bis 1975 Rektor der neugegründeten Universität Dortmund.

## Leben und Wirken
Nach seinem Studium der Chemie und seiner Promotion bei Robert Schwarz mit der Dissertation "Über das Germaniumphenyl" folgte von 1936 bis 1938 eine zweijährige Tätigkeit an der Technischen Hochschule Karlsruhe. Anschließend wechselte Schmeißer an die Universität Königsberg, wo er sich am 5. Juni 1940 mit der Habilitationsschrift "Über Bromstickstoff" habilitierte.
Ihm gelang auch die Synthese des Iod(I)-fluorids.
Nach dem Zweiten Weltkrieg folgte eine mehrjährige wissenschaftliche Tätigkeit in der Industrie, bevor er im Jahre 1949 an die Universität München wechselte. Hier war Schmeißer bei Egon Wiberg zunächst als wissenschaftlicher Assistent tätig und wurde 1955 als außerordentlicher Professor übernommen. Im Jahre 1957 holte ihn sein früherer Doktorvater Robert Schwarz an die RWTH Aachen, wo er ihm als seinem Nachfolger die Leitung des Instituts für Anorganische Chemie und Elektrochemie übertrug. Bereits zwei Jahre später wurde Schmeißer zum Dekan der Fakultät für Allgemeine Wissenschaften und von 1961 bis 1963 zum Rektor der RWTH Aachen gewählt.
1965 beschloss die Landesregierung die Gründung einer Universität in Dortmund, im selben Jahr erfolgte der Spatenstich für die Universitätsbibliothek. Ab diesem Zeitpunkt fungierte Schmeißer als Gründungsrektor, am 16. September 1968 wurde er als Rektor der neugegründeten Universität eingeführt.
Er war Mitglied der Straßburger Turnerschaft Alsatia zu Frankfurt im CC sowie der Turnerschaft Hansea Danzig zu Dortmund. Darüber hinaus gehörte Schmeißer mehreren wissenschaftlichen Arbeitsgemeinschaften und Aufsichtsräten an.
Martin Schmeißer fand seine letzte Ruhestätte in der Familiengruft auf dem Aachener Westfriedhof.

## Ehrungen
Für seine Verdienste in Aachen wurde ihm 1970 die Goldmedaille der RWTH Aachen verliehen. Ferner ernannte ihn im Jahre 1976 die Université de Picardie in Amiens zu ihrem Ehrendoktor.
1980 wurde er mit dem Großen Verdienstkreuz der Bundesrepublik Deutschland ausgezeichnet.

## Namensgeber
Nach ihm ist die Martin-Schmeißer-Stiftung benannt, die auf Initiative der Stadt Dortmund und Gönnern aus der Dortmunder Wirtschaft gegründet wurde. Sie realisiert Förderstipendien für Studenten, Forscher und ausländische Gäste der Universität.
Ebenfalls nach ihm benannt ist der Martin-Schmeißer-Weg und der Martin-Schmeißer-Platz auf dem Nordcampus der Universität in Dortmund.